# Talon (anatomie)
Pour les articles homonymes, voir Talon.

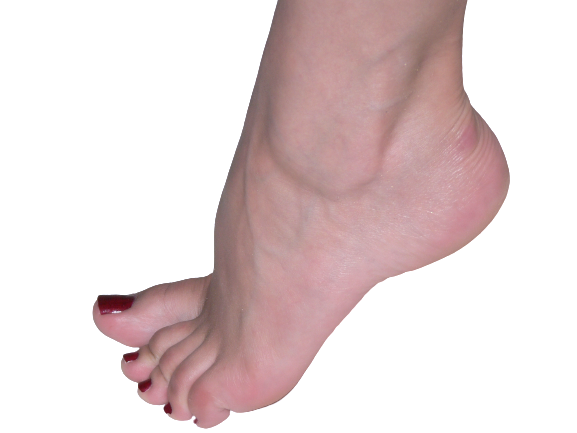
Un talon de femme.

Le talon, qui est une partie du pied, en est la partie inférieure située à l'arrière de celui-ci, à la verticale de la jambe. Il est formé de deux os : le talus et le calcanéus.